# Diazanaphthaline
Die Diazanaphthaline bilden in der Chemie eine Stoffgruppe von organischen Verbindungen, die zu den Heterocyclen (genauer: Heteroaromaten) zählt. Sie bestehen aus einem Naphthalinring, bei dem zwei Kohlenstoffatome durch Stickstoff ersetzt sind. Durch deren unterschiedliche Anordnung ergeben sich zehn Isomere mit der Summenformel C8H6N2.
Die gesamte Gruppe unterteilt sich in zwei Untergruppen:
- vier Benzodiazine mit beiden N-Atomen nur in einem Ring: Chinazolin, Chinoxalin, Cinnolin und Phthalazin
- sechs Naphthyridine oder Pyridopyridine mit je einem N-Atom pro Ring[1][2][3]

## Isomere
| Name                             | Strukturformel | Untergruppe  |
| -------------------------------- | -------------- | ------------ |
| 1,2-Diazanaphthalin (Cinnolin)   |                | Benzodiazin  |
| 1,3-Diazanaphthalin (Chinazolin) |                | Benzodiazin  |
| 1,4-Diazanaphthalin (Chinoxalin) |                | Benzodiazin  |
| 1,5-Diazanaphthalin              |                | Naphthyridin |
| 1,6-Diazanaphthalin              |                | Naphthyridin |
| 1,7-Diazanaphthalin              |                | Naphthyridin |
| 1,8-Diazanaphthalin              |                | Naphthyridin |
| 2,3-Diazanaphthalin (Phthalazin) |                | Benzodiazin  |
| 2,6-Diazanaphthalin              |                | Naphthyridin |
| 2,7-Diazanaphthalin              |                | Naphthyridin |